# AMG 800
Pour les articles homonymes, voir AMG.
L'AMG 800 (AMG pour Autorail Métrique Grand confort et 800 pour la puissance développée) est un autorail français de deux éléments conçu et adapté spécialement pour circuler en Corse sur voie métrique. La première unité est mise en service en 2009 pour équiper les Chemins de fer de la Corse (CFC). Ce matériel remplace depuis sa remise à niveau, à partir de novembre 2011 pour les quatre premiers exemplaires, les anciens autorails X 97050 sur la ligne Bastia - Ajaccio. On peut en voir aussi sur la ligne de Ponte-Leccia à Calvi pour la desserte Bastia- Calvi. Deux versions dérivées ont été produites, l'AMP 800 pour circuler sur la ligne de Nice à Digne des Chemins de fer de Provence et l'AMT 800 exploitée par la Société nationale des chemins de fer tunisiens.

## Livraison et essais

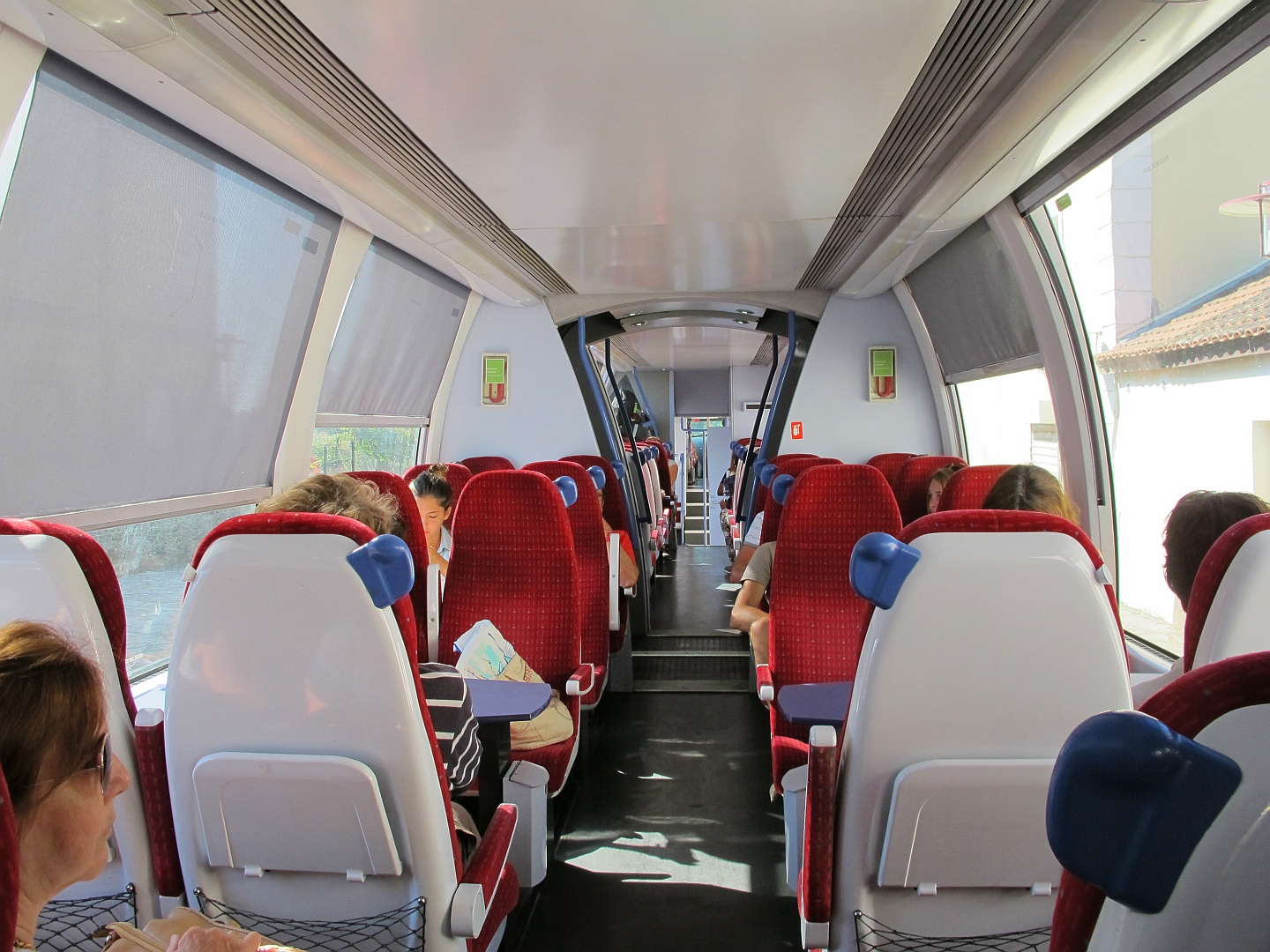
Aménagements intérieur moderne et spacieux d'un AMG 800.

La première rame prototype, livrée sur grande remorque routière en deux éléments séparés, a été débarquée au port d'Ajaccio le 23 juin 2007 d'un cargo venant de Marseille. Apportée par deux convois routiers exceptionnels depuis Bagnères-de-Bigorre, elle est grutée et déposée sur une voie à proximité de la gare d'Ajaccio pour que les deux parties de l'engin soient assemblées pour former une rame. Les premiers essais étalés sur six mois ont débuté sur la portion de ligne Ajaccio - Vizzavona en aller et retour, sans gêner toutefois le service commercial assuré depuis 1989 par des rames X 97050 parcourant toute la ligne de bout en bout et desservant les gares au-delà de Vizzavona vers Corte et Bastia. Des problèmes techniques apparaissent lors de ces essais. La Collectivité territoriale décide, à la suite de ces dysfonctionnements importants, de mettre à l'arrêt les premiers exemplaires livrés en attendant une expertise technique. La deuxième période d'essais débute en 2009, étalée sur quinze mois, avec des parcours de 400 km et des pointes de vitesse à 100 km/h sur des lignes droites en montant vers Vizzavona depuis Ajaccio. La dernière période est consacrée à des essais d'endurance sur dix mille kilomètres en conditions normales d'exploitation commerciale, avec en même temps la formation du personnel de conduite à bord, les contrôles et la maintenance des rames aux ateliers de Cazamozza.

## Description

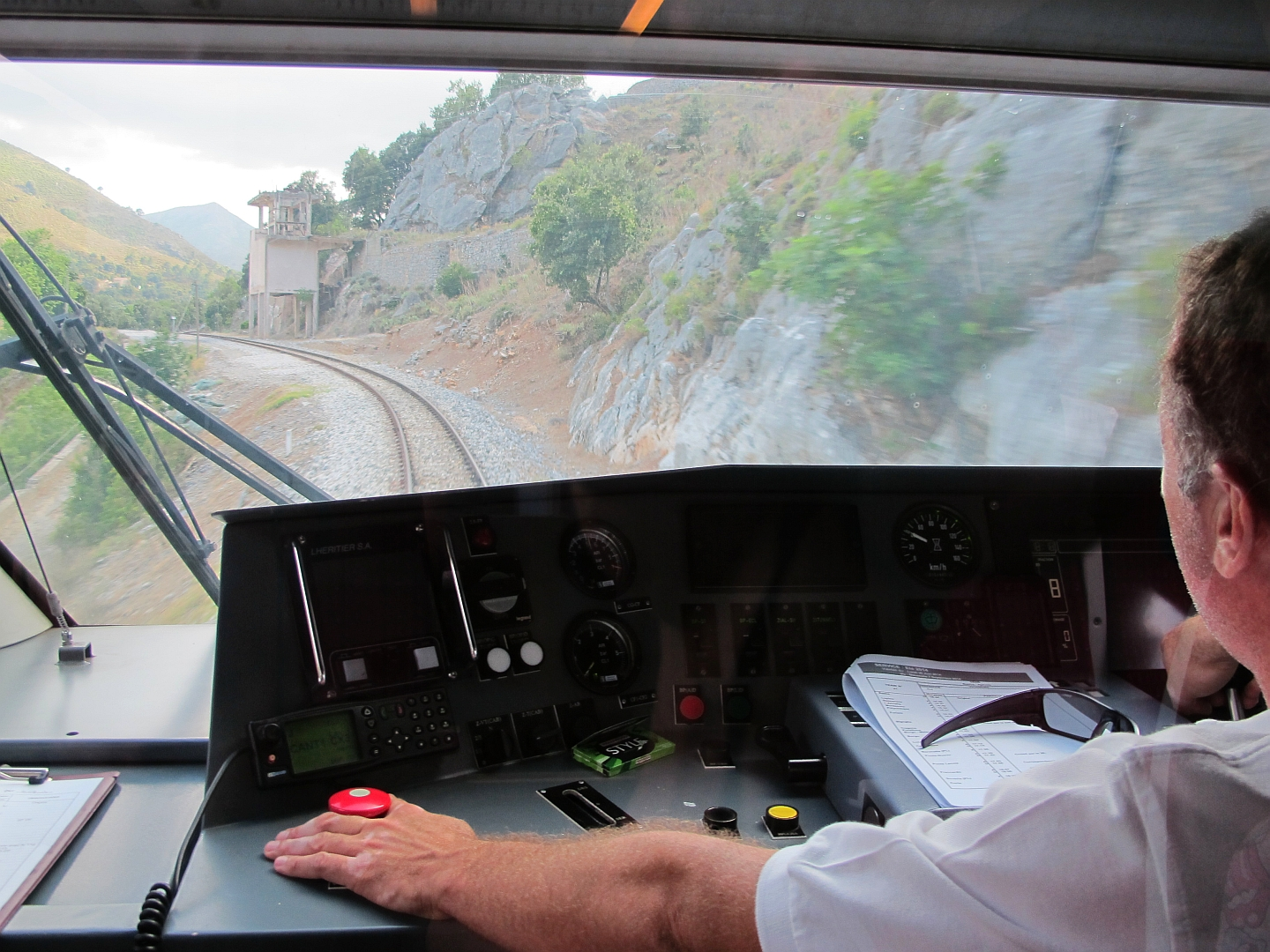
Le poste de conduite d'un AMG 800 à l'approche de la carrière de Caporalino, commune d'Omessa.

L'AMG 800, dont les bogies sont étudiés et adaptés spécialement pour la Corse, est un autorail moderne de dernière génération. L'engin assure un contrôle permanent du fonctionnement des moteurs dit Redondance (contrôles des performances) pour réduire le risque de panne et respecter l'horaire, avec une capacité d'accélération importante grâce à sa puissance de 0 à « 100 km/h » en 68 secondes. Il est équipé de bogies pendulaires pour les voies corses, qui sont très sinueuses. Il est muni d'une centrale de climatisation par élément et est équipé de 105 sièges confortables, dont certains sont munis de tablettes, de la société Compin. Ces sièges sont installés pour moitié dans un sens, pour l'autre moitié dans l'autre sens et sont équipés de prises 220 V sur chaque tablette. La luminosité intérieure est excellente grâce à de hautes et larges baies latérales vitrées et galbées donnant une vision panoramique. Deux cabinets de toilettes chimiques sont accessibles aux handicapés (une par caisse). Les deux salles panoramiques surélevées situées dans chaque élément au-dessus des bogies moteur avant et porteur arrière permettent d'admirer le paysage. Des panneaux d'annonces vocales et visuelles à messages variables défilants renseignent à chaque approche d'arrêt et rappels en stationnement en gare. Deux emplacements pour personne en fauteuil roulant, espaces bagages et porte-vélos sont prévus dans chaque élément. Le confort et la puissance sont très supérieurs à ceux des autorails des anciennes séries. Avec la demande de nombreux arrêts facultatifs, comme dans certaines gares du train corse, les rames sont équipées de boutons pour demander l'arrêt au conducteur, comme dans un autobus de ville.

## Problèmes de conception et de montage

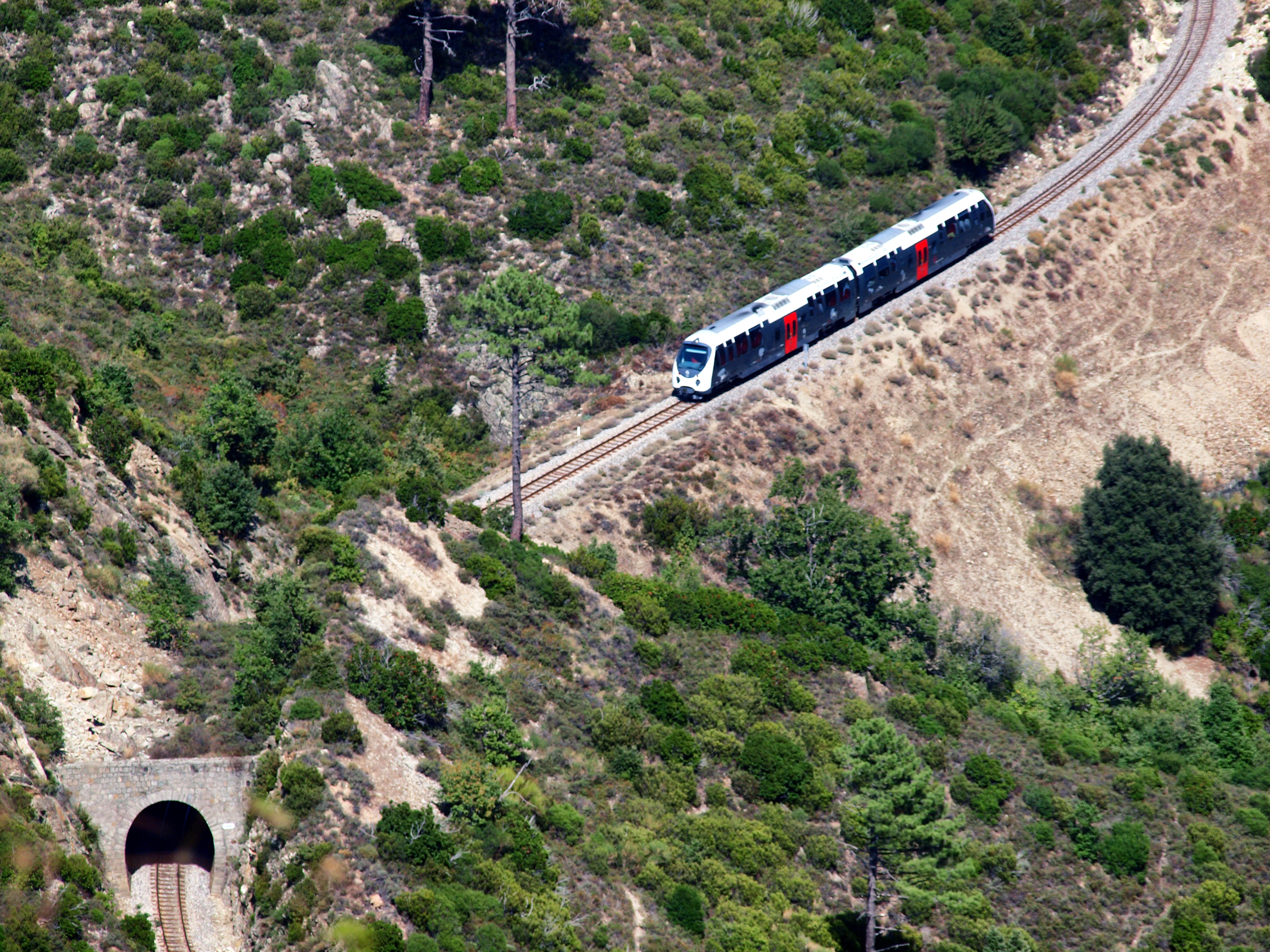
Rame AMG 800 sur l'une des deux boucles de la voie entre la gare de Vivario et le viaduc Eiffel sur le Vecchio.

L'AMG 800 est un type d'autorail pour voie métrique réalisé pratiquement sur mesure pour le réseau corse. La série a souffert d'une mise au point inachevée faute d'essais suffisants, ayant été lancée sans prototype ni présérie en raison du faible nombre d'exemplaires à construire : Chemin de Fer de la Corse : 12 ; Chemin de Fer de Provence : 4 ; Société Nationale des Chemins de Fer Tunisiens : 10 ; soit 26 unités en tout.
Des problèmes techniques de fonctionnement lors des essais sont apparus dès les premiers mois de leur exploitation en Corse sur ligne de montagne sinueuse et rayon de courbure faible. Toutes les unités déjà livrées, soit 7 autorails, ont été immobilisées au dépôt de Bastia de février 2010 jusqu'à la fin de l'été, pour expertises techniques par des ingénieurs venus spécialement en Corse du Centre d'ingénierie du matériel de la SNCF du Mans, à la suite de défauts constatés après leur mise en exploitation. D'après la revue La Vie du rail magazine, ils auraient été « victimes d'un effet prototype ».
L'AMG 800 présentait des problèmes de conception, d'après le rapport SNCF du Centre d'Ingénierie du Matériel daté du 8/9/2010, affectant d'abord le système de freinage, avec un mauvais positionnement des blocs-freins à semelles : 
- lot n°1 : usure anormale des blocs et semelles de freins ;
- lot n°2 : bandes de roulement des roues dégradées ;
- lot n°3 : réglages de butées de suspensions, ainsi que diverses anomalies, dont des fuites d'huile aux deux moteurs, de gazole sur le circuit d'alimentation à cause de liaisons flexibles entre bogies et caisse mal étudiées ;
- lot n°4 : consommation d'huile moteur importante se retrouvant dans les collecteurs d'échappement ;
- lot n°5 : arbres et cardans de transmission fonctionnant avec un angle de travail trop important en configuration normale et en courbe, abrégeant leur durée de vie ; également des problèmes d'ouverture et de fermeture des portes à l'arrêt sur voie en dévers dans certaines gares de montagne ;
- lot n°6 : accès aux 2 moteurs pour entretien et contrôles journaliers, nettoyages de printemps et d'automne, et enfin différences de température avec le chauffage et la climatisation entre les deux plateformes[3].

Tout ceci rend les rames hors service et inutilisables pendant l'été 2010 et oblige les chemins de fer corses à remettre en service d'anciens autorails X 97050 pour assurer les liaisons ferroviaires,. Des travaux de reprises pour modifications et de remise à niveau demandées par l'expertise, ont été acceptés et engagés depuis le 4 avril 2011, à ses frais, par le constructeur CFD Bagnères de Bagnères-de-Bigorre, et l'assistant à la maîtrise d'oeuvre. Une base provisoire de travaux fut installée à cette occasion sur le terre-plein de l'Amirauté à Ajaccio, pour permettre les modifications techniques et la fiabilisation des AMG 800 par des ouvriers et techniciens déplacés des CFD Bagnères.
Le 27 novembre 2011, tôt le matin, après ses essais, la première rame fiabilisée, après plus de 8 mois de travaux, s'est élancée depuis la gare de Bastia en service commercial, avec à son bord des représentants de l’État, de la SNCF et de la Caisse des dépôts, ainsi que les premiers voyageurs.   
À partir du 29 novembre 2011, quatre autorails AMG 800 circulent à nouveau normalement en Corse. Par la suite, huit autorails circulent à nouveau à partir de l'été 2012. Depuis l'été 2013, les douze engins circulent normalement. La Collectivité territoriale Corse a cofinancé l'achat des douze rames pour un total de 48 millions d'euros, y compris fournitures de pièces détachées, documentation technique et frais d'essais.
Fin 2016, la CTC lance un appel d'offres pour la rénovation et la modification de deux remorques Soulé XR 9700 des anciens autorails X 97050, afin de les rendre aptes à être remorquées par des AMG 800 et de les affecter au transport de colis de messageries, de vélos et bagages. Ces deux remorques, les 9704 et 9706, inutilisées depuis des années doivent adopter la livrée et le nez des AMG 800. Le projet s'avère non réalisable dans le cadre prévu et est abandonné.

## Variantes
De l'AMG 800 sont dérivés : 
- l'AMP 800 (autorail métrique provence) construit pour les chemins de fer de Provence pour la ligne Nice - Digne, qui en ont reçu 4 exemplaires équipés d'une évolution du moteur V8 Deutz à la suite des problèmes des AMG 800[6]. Leur vitesse maximale et de 100 km/h. La rame 801-802 a été réformée début 2020 à la suite de l'accident ferroviaire de Saint-Benoît[7] ;
- l'AMT 800 (autorail métrique tunisien) pour la Société nationale des chemins de fer tunisiens, qui en ont reçu 10 exemplaires[8]. CFD a livré la totalité des trains entre 2008 et 2010[9].

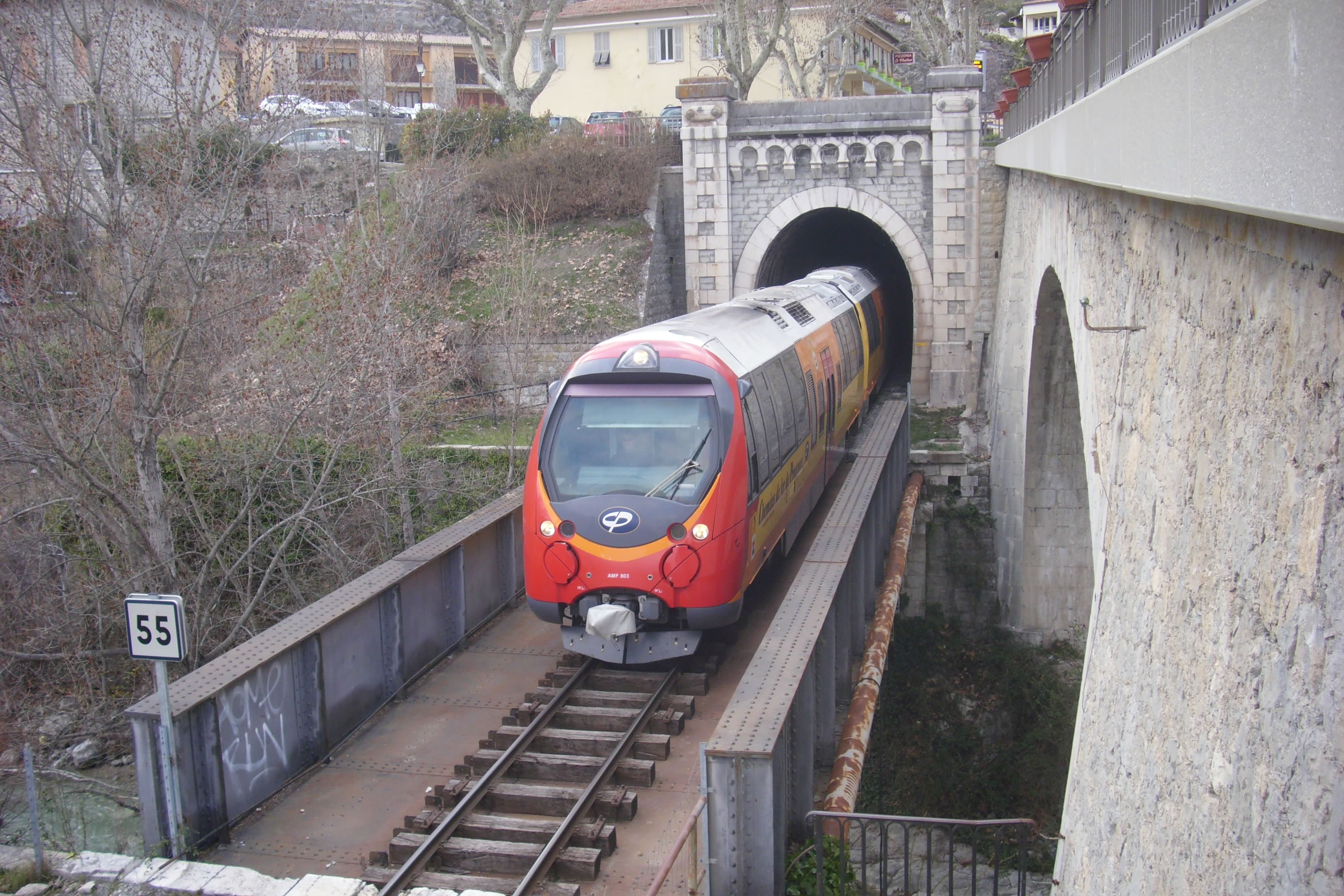
Un AMP entrant en gare d'Entrevaux en direction de Nice.
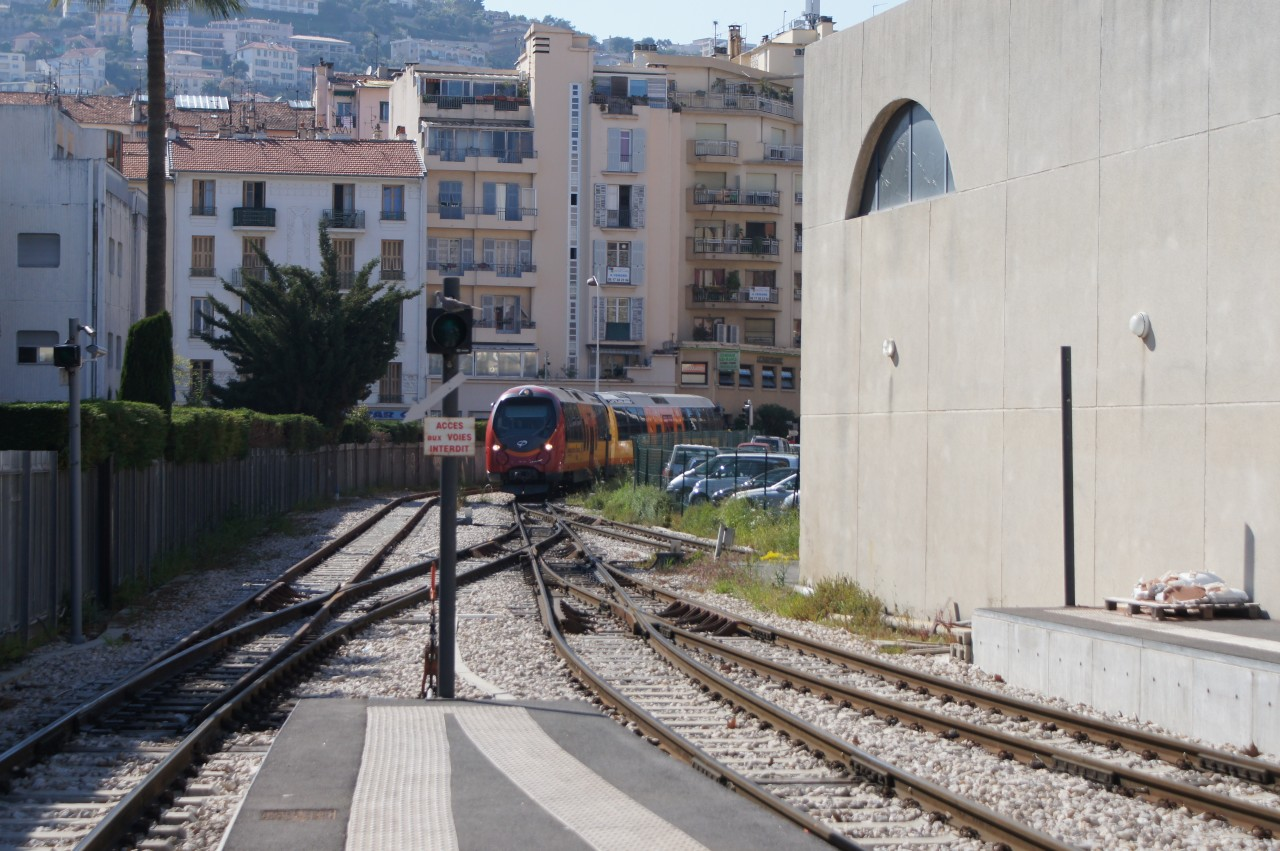
Un AMP entrant en gare de Nice.
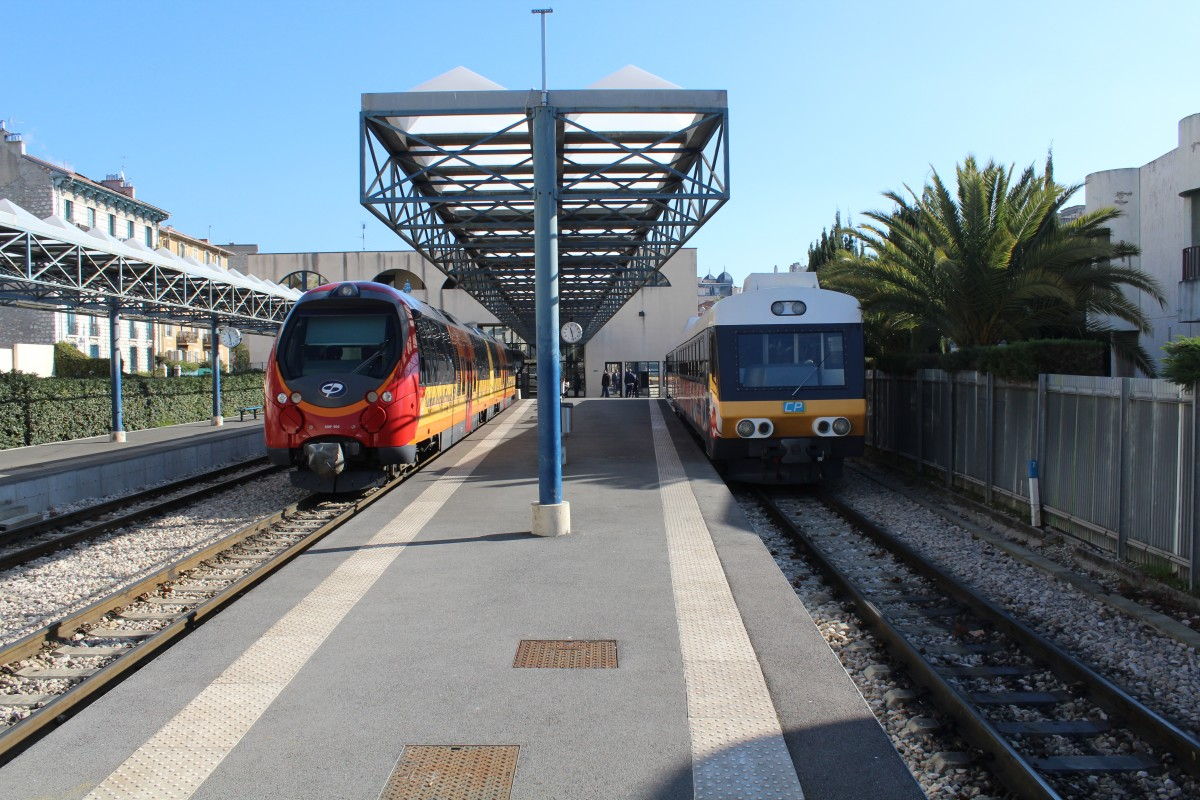
Un AMP à gauche en gare de Nice en compagnie de la rame Soulé.
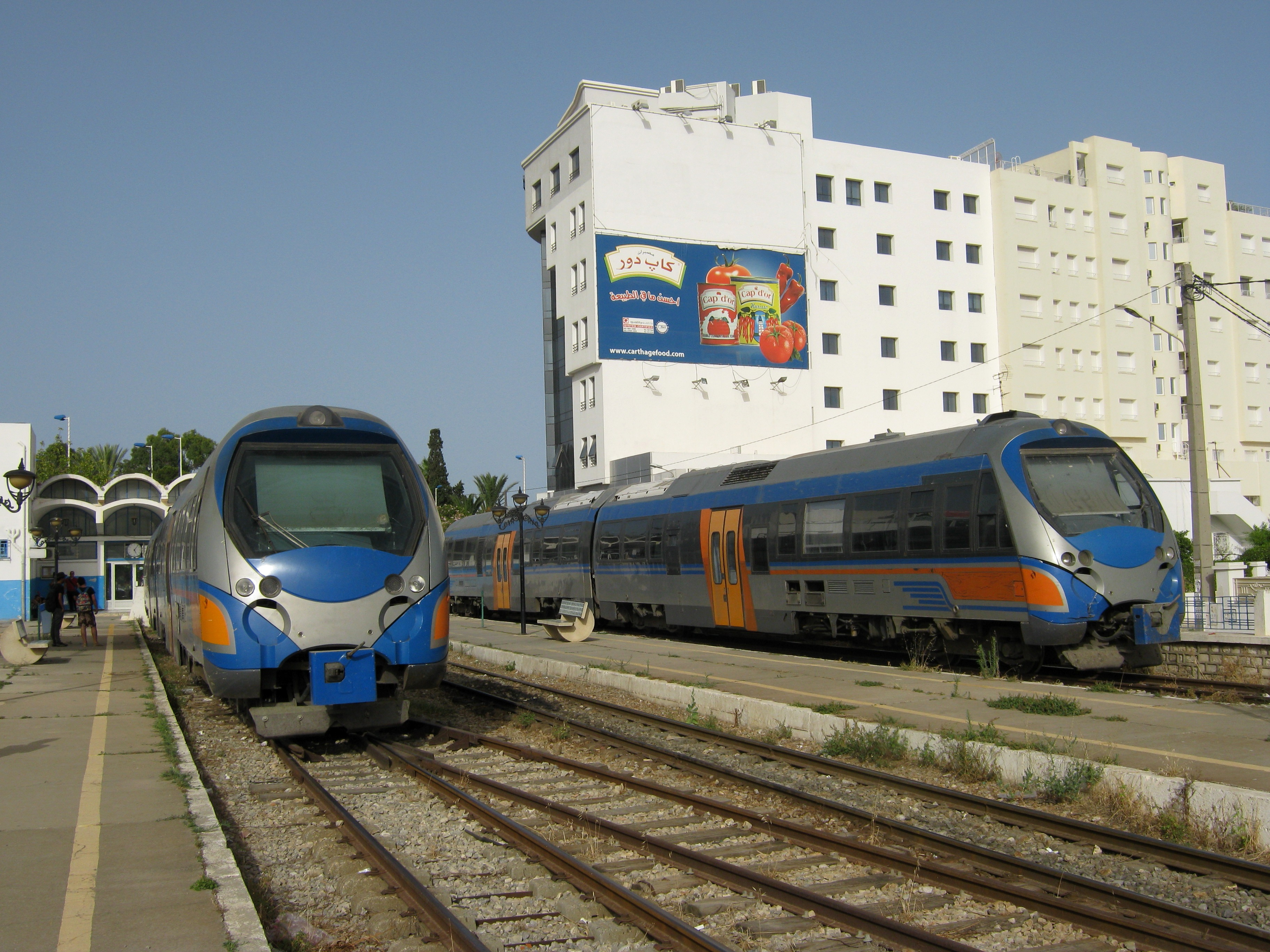
Deux AMT 800 en gare de Nabeul prêts au départ.

## Parc
L'EMT de Bastia est le dépôt titulaire des AMG 800 pour les chemins de fer corses. L'EMT de Nice-Lingostière est le dépôt titulaire des AMP 800 pour les chemins de fer de Provence.